# Pieter Rutger Feith
Jhr. Pieter Rutger Feith (Amsterdam, 20 december 1837 - Den Haag, 28 februari 1909) was een Nederlands jurist en raadsheer in de Hoge Raad der Nederlanden.
Feith werd geboren in Amsterdam als zoon van tabakshandelaar en gemeenteraadslid Rhijnvis Feith, lid van het geslacht Feith (1806-1874), en Jannetje van Blijenburgh. Hij studeerde aan het Athenaeum Illustre te Amsterdam van 1854 tot 1856 en aan de Universiteit Utrecht van 1854 tot 1859; aan die laatste universiteit promoveerde hij op 20 juni 1859 op De leer der culpa in de verbintenissen. Na zijn promotie werd hij advocaat te Amsterdam, en twee jaar later substituut-griffier bij de rechtbank aldaar. In 1864 werd Feith benoemd tot rechter in de Rechtbank Amsterdam. Hij trouwde op 17 oktober 1867 te Amsterdam met Jacoba Johanna Petronella Dronsberg (1847-1923). Zij kregen negen kinderen, onder wie Rhijnvis Feith (1868-1953), later president van de Hoge Raad; Cornelis Feith (1872-1947), secretaris-generaal van het Ministerie van Onderwijs, Kunsten en Wetenschappen; Jan Feith (1874-1944), journalist en schrijver; en Constant Feith (1884-1958), voetballer.
Op 20 mei 1878 werd Feith aanbevolen voor benoeming tot raadsheer in de Hoge Raad der Nederlanden, ter vervulling van een vacature die was ontstaan door het overlijden van president J.D.W. Pape en de daaropvolgende benoeming van F.B. Coninck Liefsting tot vicepresident. Feith was eerste op de voordracht van 14 juni en werd benoemd op 24 juni van dat jaar. Op 17 februari 1908 werd hij benoemd tot vicepresident van de Hoge Raad vanwege het overlijden van A.A. de Pinto. Hem was de functie van president van de Hoge Raad aangeboden (F.B. Coninck Liefsting was met pensioen gegaan), maar hij bedankte wegens gezondheidsredenen en het presidentschap ging naar A.P.Th. Eysell. In januari 1909 werd Feith op verzoek wegens gezondheidsredenen ontslag verleend; hij overleed de maand daarop.